# Острову Корбулуј
Острву Корбулуј (рум. Ostrovu Corbului, у преводу Корбовско Острво) је село у Румунији у жупанији Мехединци у општини Хинова.
Село се налази на левој обали Дунава на надморској висини од 43 m. Од Букурешта је удаљено 267 километара, од Дробета-Турну Северина 13 километара, а од Крајове 88 km.

## Историја
Према предању село су основале породице из Корбова, села које се налази на супротној обали Дунава.
Прва забележена црква у селу била је брвнара освештана 14. октобра 1835. године, а била је посвећена Светом Николи и Светој Параскеви. Ктитори цркве били су поп Крачун, Јоан Јанош и поп Думитру. 1941. године црква је била у веома лошем стању, па је изграђена нова црква која је завршена после Другог светског рата, а 1945. стара црква је срушена. Ктитори нове цркве посвећене Рођењу Богородице били су свештеник Думитру Чоклов, Јоан Паноју и јеромонах Иларион Барак уз подршку мештана села. Црква је освештана 26. новембра 1961. године.

## Демографија
Према попису из 2011. године у селу је живело 387 становника што је за 74 (16,05%) мање у односу на 2002. када је на попису било 461 становник.
| Етнички састав према попису из 2011.‍ | Етнички састав према попису из 2011.‍ | Етнички састав према попису из 2011.‍ | Етнички састав према попису из 2011.‍ | Етнички састав према попису из 2011.‍ |
| ------------------------------------ | ------------------------------------ | ------------------------------------ | ------------------------------------ | ------------------------------------ |
|                                      |                                      |                                      |                                      |                                      |
| Румуни                               | Румуни                               |                                      | 380                                  | 98,19%                               |
| Непознато                            | Непознато                            |                                      | 7                                    | 1,81%                                |